# アメリカン・ダンスドリルチーム
アメリカンダンスドリルチームはアメリカ合衆国テキサス州・ダラスで毎年開催されるダンスコンペティション。春休みには、アメリカ全土から7000名を超える学生が一堂に集結し2日間をかけて日々の成果を競うダンス競技会として、また、海外からの多数のチーム参加もあり、学生たちの国際交流の場としても大きな評価を得ている。